# Lindholm (Slien)
 For alternative betydninger, se Lindholm. (Se også artikler, som begynder med Lindholm)
Lindholm er navnet på to forhenværender øer i Slien i Sydslesvig i nærheden af Lindå og Stubbe. Øerne er i dag oversvømmet.
I 1642 nævntes to øer ved navnet Lindholm (Store og Lille Lindholm). De havde en længde på omkring hhv. 170 og 76 meter. I 1874 var der kun Store Lindholm tilbage med en længe på 114 meter. I 1935 var øens længde allerede formindsket til kun 8 til 10 meter. Senere forsvandt også denne ø. Sydvest for byen Stubbe fandtes derudover Alandsbæk. 